# Cna (Moksa)
A Cna (oroszul Цна) folyó Oroszország európai részén, a Moksa bal oldali mellékfolyója.

## Földrajz
Hossza 451 km, vízgyűjtő területe 21 500 km², évi közepes vízhozama a torkolattól 139 km-re 46 m³/s. 
A Moksa leghosszabb és legnagyobb vízgyűjtő területtel rendelkező mellékfolyója. Két folyóág: a Belij Pljosz és a Mokraja Versina egyesülésével keletkezik. Az Oka–Don-alföldön, közigazgatásilag a Tambovi és a Rjazanyi területen folyik végig észak felé. Lassan kanyargó alföldi folyó, medre 40–200 m széles. 
Vízgyűjtőjének több mint 75%-át felszántották, éghajlata mérsékelten kontinentális. Nagyrészt hóolvadék táplálja. November-decembertől kb. márciusig befagy, tavaszi árvize áprilisban – május elején van. 
Mellékfolyói közül leghosszabb a bal oldali Cselnovaja (121 km) és a jobb oldali: Visa (vagy Noksza, 179 km).
Városok a folyó mentén: Kotovszk, Morsanszk, Tambov, Szaszovo. A Morsanszk és Tambov között kiépített öt kisebb zsilip eredményeként a folyó nagy része kisebb hajókkal hajózható volt a szovjet korszakban. 